# Eremophila bignoniiflora
Eremophila bignoniiflora är en flenörtsväxtart som först beskrevs av George Bentham, och fick sitt nu gällande namn av Ferdinand von Mueller. Eremophila bignoniiflora ingår i släktet Eremophila och familjen flenörtsväxter. Inga underarter finns listade i Catalogue of Life.